# لويد براون
لويد براون(ولد عام 1958) هو مدير برامج تلفزيونية وإنترنتية يعمل الآن مديرا لشركة بيرمان براون الترفيهية.
أولى نجاحات لويد براون كانت بالتعاون مع المنتج التلفزيوني دايفد تشايز بالخروج بفكرة المسلسل الناجح السوبرانوز. عمل مديرا لمجموعة هيئة الإذاعة الأمريكية الترفيهية لمدة سنتين (2002-2004) ثم أُرغم على التنحي من منصبه لموافقته بإنفاق 13$ مليون دولار أمريكي على مسلسل لوست أحد أغلى المسلسلات التلفزيونية في عصرنا الحديث. المسلسل غدا من أنجح المسلسلات وأكثرها شهرة. كذلك وافق أيضا على عدد من المسلسلات الناجحة مثل ربات بيوت يائسات وغريز أناتومي.

## وصلات خارجية
- لويد براون على موقع IMDb (الإنجليزية)
- لويد براون على موقع قاعدة بيانات الفيلم (الإنجليزية)